# NGC 6608
NGC 6608 ist eine Spiralgalaxie vom Hubble-Typ Scd im Sternbild Draco am Nordsternhimmel. Sie ist schätzungsweise 310 Mio. Lichtjahre von der Milchstraße entfernt und hat einen Durchmesser von etwa 90.000 Lj.
Im selben Himmelsareal befinden sich u. a. die Galaxien NGC 6597, NGC 6601, NGC 6607, NGC 6609.
Das Objekt wurde am 4. August 1883 vom US-amerikanischen Astronomen Lewis Swift entdeckt.